# Sultan Chouzour
Sultan Chouzour (* 1950) ist ein komorischer Diplomat.

## Leben
Chouzour wurde 1950 geboren. Er besitzt einen Master in Philosophie der University of Provence und einen PhD in Anthropologie des Institut national des langues et civilisations orientales.
Chouzour war von 1991 bis 1995 Botschafter der Komoren in Frankreich, Belgien, der UNESCO und der Europäischen Union. Er diente danach in verschiedenen Positionen innerhalb der Regierung, wobei er 1998 Minister für Bildung war. Von 1998 bis 1999 war er Direktor des präsidialen Kabinetts der Komoren und von 19991 bis 2001 Berater des Präsidenten.
Seit 2001 diente er wieder als Botschafter in Belgien. Dies blieb er bis 2010, wo er zum Ständigen Vertreter seines Landes bei den Vereinten Nationen in Genf ernannt wurde. In dieser Funktion übergab der Diplomat die Beitrittsdokumente seines Landes zur Welthandelsorganisation und die Ratifikationsurkunde zum Übereinkommen über Fischereisubventionen an Generaldirektorin Okonjo-Iweala.